# Kuwait Motor Town
Il Kuwait Motor Town è un circuito in Kuwait, situato a Ali Sabah Al Salem nel Governatorato di al-Ahmadi, 56 km a sud della capitale del paese, Kuwait City. È il circuito principale del Kuwait, possiede la licenza di Grado 1 della FIA e di Grado A della FIM e misura più di 5 chilometri.

## Storia
Il circuito è stato disegnato all'inizio del 2017 dal progettista, Hermann Tilke, già autore di diversi circuiti di Formula 1. I lavori per la costruzione sono iniziati subito dopo la progettazione e sono stati portati avanti da KCC Engineering e la Contracting Company ed sono costati 49 milioni di KWD (162 milioni di dollari USA). Il circuito fu completato nel dicembre 2018 e il 28 marzo del 2019 è stato inaugurato.
Il primo evento tenuto sul circuito è stato il round d'apertura del Campionato Rally del Middle East, nel giorno della sua inaugurazione. nel 2022 si è corso la prima 12 Ore del Kuwait, evento valido per la 24H Series.
Dal 2023 il circuito viene utilizzato per la Formula Regional Middle East e per la Formula 4 degli Emirati Arabi Uniti.

## Record sul Giro
| Classe                        | Tempo    | Pilota          | Vettura                      | Evento                             |
| ----------------------------- | -------- | --------------- | ---------------------------- | ---------------------------------- |
| Formula Regional Middle East  | 1:47.600 | Joshua Dufek    | Tatuus F.3 T-318             | Formula Regional Middle East 2023  |
| GT3                           | 1:52.062 | Zdeno Mikulasko | Lamborghini Huracán GT3      | 12 Ore del Kuwait 2022             |
| Formula 4 Emirati Arabi Uniti | 1:54.295 | James Wharton   | Tatuus F4-T-421              | Formula 4 Emirati Arabi Uniti 2023 |
| Porsche Carrera Cup           | 1:55.272 | Sergiu Nicolae  | Porsche 911 (992) GT3 Cup    | 12 Ore del Kuwait 2022             |
| Gruppo TCR                    | 2:01.297 | Kantasak Kusiri | CUPRA León Competición TCR   | 12 Ore del Kuwait 2022             |
| GT4                           | 2:01.330 | Bradley Ellis   | Aston Martin Vantage AMR GT4 | 12 Ore del Kuwait 2022             |